# Malthodes dispar
Malthodes dispar är en skalbaggsart som först beskrevs av Ernst Friedrich Germar 1824.  Malthodes dispar ingår i släktet Malthodes, och familjen flugbaggar. Arten är reproducerande i Sverige.
Arten är huvudsaklig svart med gula spetsar på vingarna men den kan lätt förväxlas med andra medlemmar av samma släkte. Vuxna exemplar är 4 till 5 mm långa.
Malthodes dispar förekommer främst i Centraleuropa och på brittiska öar. Den är även känd från Danmark och södra Sverige (Skåne, Halland). Denna flugbagge vistas i lövskogar nära vattendrag, gärna i djupare klyftor.